# Mäßige Geschwindigkeit
Mäßige Geschwindigkeit (nach der deutschen StVO) ist eine, gegenüber der Ausgangsgeschwindigkeit, deutlich herabgesetzte Geschwindigkeit. Damit soll nach § 8 Abs. 2 StVO derjenige, der die Vorfahrt zu beachten hat, rechtzeitig durch mäßige Geschwindigkeit, erkennen lassen, dass er warten wird.
Diese gilt in Deutschland z. B. für Fahrzeuge bei der Annäherung an Bahnübergänge und Zebrastreifen.
Davon zu unterscheiden ist die sog. Schrittgeschwindigkeit, die u. a. bei der Vorbeifahrt an Omnibussen des Linienverkehrs und an gekennzeichneten Schulbussen, die an Haltestellen halten und Warnblinklicht eingeschaltet haben, einzuhalten ist (§ 20  Abs. 3 StVO).